# 23. април
23. април (23.04) је 113. дан у години по грегоријанском календару (114. у преступној години). До краја године има још 252 дана.

## Догађаји
- 1014 — Брајан Бору је у бици код Клонтарфа поразио ленстерско-викиншку војску, али је и он сам убијен у бици.
- 1660 — Мировним уговором из Оливе, Пољска је препустила Шведској Ливонију с градом Ригом.
- 1728 — У пожару уништен велики део Копенхагена.
- 1815 — Подигнут Други српски устанак под вођством књаза Милоша Обреновића.
- 1913 — Турци у Првом балканском рату Скадар предали Црногорцима. Одлуком великих сила 14. маја Црногорци се повукли, а Скадар припао Албанији.
- 1938 — Судетски Немци тражили, уз подршку Хитлера, пуну аутономију у оквиру Чехословачке. Минхенским споразумом у септембру исте године Хитлер Судете припојио Немачкој, а 1939. окупирао Чехословачку.
- 1941 — Грчка војска капитулирала пред трупама нацистичке Немачке, а краљ и Влада напустили земљу.
- 1945 — Совјетска армија у Другом светском рату ослободила нацистичке логоре "Захсенхаузен" и "Равензбрик".
- 1975 — Последња јужновијетнамска влада поднела оставку, а председник САД Џералд Форд признао пораз у Вијетнамском рату.
- 1990 — Премијер Кине Ли Пенг допутовао у Москву. То је била прва посета једног кинеског премијера Совјетском Савезу после 26 година.
- 1997 — Председници Русије и Кине Борис Јељцин и Ђанг Цемин потписали декларацију којом су се успротивили доминацији једне суперсиле у постхладноратовској ери.
- 1998 — У Србији, на референдум о страном посредовању у решавању проблема на Косову и Метохији, изашло 73,05% гласача, а против учешћа страних представника изјаснило се њих 94,73%.
- 1999 — Тридесетог дана ваздушних напада НАТО-а на Југославију погођена зграда државне телевизије. Погинуло 16, повређено 18 радника. Уништено и више репетитора Радио-телевизије Србије.
- 2003 —
  - Светска банка одобрила кредит од 80 милиона долара за подршку реформама социјалног сектора у Србији.
  - У Пекингу одржани први директни преговори САД и Северне Кореје после признања Северне Кореје да је тајно радила на унапређењу нуклеарног оружја и тиме прекршила међународне обавезе.
- 2009 — Откривен је бљесак гама зрака GRB 090423 који је потицао од најудаљенијег познатог астрономског објекта.

## Рођења
- 1775 — Вилијам Тарнер, енглески сликар. (прем. 1851)
- 1791 — Џејмс Бјукенан, амерички политичар, 15. председник САД. (прем. 1868)
- 1858 — Макс Планк, немачки физичар, творац квантне теорије, добитник Нобелове награде за физику (1918). (прем. 1947)
- 1867 — Јаша Продановић, српски политичар, публициста и књижевник. (прем. 1948)
- 1899 — Михаило Динић, српски историчар. (прем. 1970)
- 1910 — Симон Симон, француска глумица. (прем. 2005)[1]
- 1916 — Иво Лола Рибар, југословенски правник и револуционар, учесник Народноослободилачке борбе и народни херој Југославије. (прем. 1943)
- 1922 — Фадил Хаџић, југословенски редитељ, сценариста, драматург, сликар и новинар. (прем. 2011)[2])
- 1928 — Ширли Темпл, америчка глумица, певачица, плесачица и дипломаткиња. (прем. 2014)[3]
- 1936 — Рој Орбисон, амерички музичар. (прем. 1988)
- 1941 — Ари ден Хартог, холандски бициклиста. (прем. 2018)
- 1950 — Ђурђица Барловић, хрватска певачица. (прем. 1992)
- 1953 — Џејмс Русо, амерички глумац.
- 1954 — Мајкл Мур, амерички редитељ, сценариста, продуцент и писац.
- 1955 — Џуди Дејвис, аустралијска глумица.
- 1957 — Душан Батаковић, српски историчар и дипломата. (прем. 2017)
- 1960 — Крејг Шефер, амерички глумац.
- 1961 — Пјерлуиђи Мартини, италијански аутомобилиста, возач Формуле 1.
- 1962 — Џон Хана, шкотски глумац.
- 1974 — Лара Мандић, српска кошаркашица.
- 1977 — Кал Пен, амерички глумац и политичар.
- 1977 — Џон Сина, амерички рвач, глумац и репер.
- 1978 — Љубинка Кларић, српска глумица.
- 1979 — Синиша Штембергер, хрватски кошаркаш.
- 1980 — Тајо Круз, енглески музичар и музички продуцент.
- 1980 — Иван Опачак, босанскохерцеговачки кошаркаш и кошаркашки тренер.
- 1981 — Сека Алексић, српска певачица.
- 1981 — Јелена Вељача, хрватска глумица, продуценткиња, сценаристкиња и колумнисткиња.
- 1983 — Данијела Хантухова, словачка тенисерка.
- 1985 — Тони Мартин, немачки бициклиста.
- 1989 — Никол Вајдишова, чешка тенисерка.
- 1990 — Дев Пател, енглески глумац.
- 1991 — Немања Тодоровић, српски кошаркаш.
- 1995 — Џиџи Хадид, амерички модел.
- 1998 — Вук Тодоровић, српски одбојкаш.

## Смрти
- 1616 — Вилијам Шекспир, енглески драмски писац. (рођ. 1564).
- 1616 — Мигел де Сервантес Саведра, шпански књижевник. (рођ. 1547).
- 1850 — Вилијам Вордсворт, енглески песник.
- 1922 — Влахо Буковац, српски сликар (рођ. 1855).
- 1951 — Чарлс Г. Доз, амерички банкар и политичар
- 1986 — Ото Премингер, амерички филмски редитељ аустријског порекла.
- 1992 — Сатјађит Рај, индијски филмски редитељ. (рођ. 1921).
- 1998 — Константин Караманлис, грчки државник.
- 2007 — Борис Јељцин, руски председник. (рођ. 1931).
- 2011 — Џон Саливан, енглески сценариста. (рођ. 1946).
- 2019 — Жан, велики војвода од Луксембурга (рођ. 1921).

## Празници и дани сећања
- Међународни празници
  - Светски дан књиге и ауторских права